# 파데르구

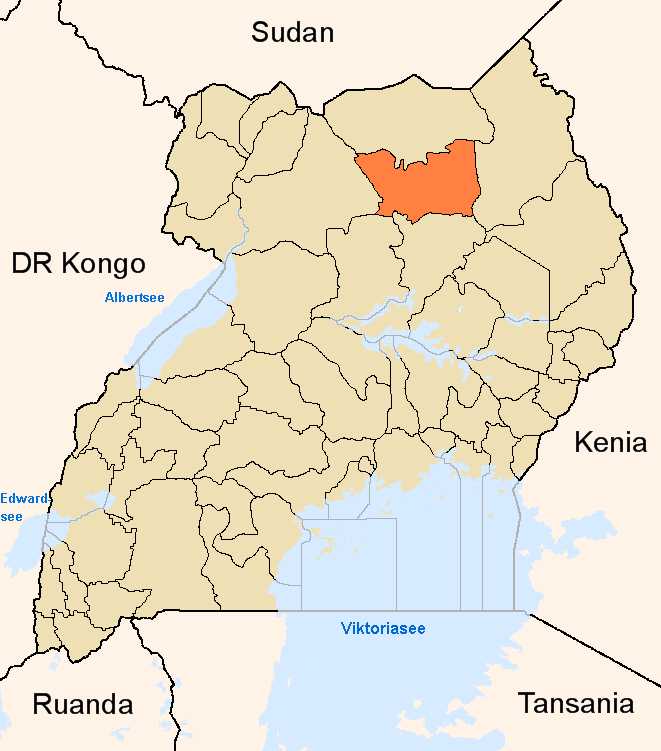
파데르 구의 위치

파데르구(Pader)는 우간다 동부에 위치한 구로, 행정 중심지는 파데르이며 면적은 8,282km2, 인구는 142,320명(2002년 인구 조사 기준)이다.
행정 구역상으로는 북부 주에 속하며 2개 군(아가고 군, 아루 군)을 관할한다. 북쪽으로는 키트굼 구, 서쪽으로는 굴루 구, 동쪽으로는 아빔 구와 코티도 구, 남서쪽으로는 오얌 구, 남쪽으로는 리라 구와 접한다.

## 같이 보기
- 아촐리족
- 북부주 (우간다)
- 우간다의 행정 구역